# Switchblade Symphony
Switchblade Symphony – amerykańska grupa muzyczna wykonująca darkwave połączony z rockiem gotyckim. Powstała 1989 roku w San Francisco z inicjatywy wokalistki Tiny Root oraz kompozytorki Susan Wallace. Grupę rozwiązano w 1999 roku, Root po opuszczeniu zespołu występuje w projekcie muzycznym pod nazwą Tré Lux.

## Dyskografia
- 1991 Fable EP
- 1992 Elegy EP
- 1995 Serpentine Gallery
- 1996 Clown EP
- 1997 Drool EP
- 1997 Bread And Jam for Frances
- 1997 Scrapbook
- 1999 The Three Calamities
- 2001 Sinister Nostalgia
- 2003 Sweet Little Witches